# Jerami Grant
Houston Jerami Grant (Portland, 12 de março de 1994) é um jogador norte-americano de basquete profissional que atualmente joga pelo Portland Trail Blazers na National Basketball Association (NBA).
Ele jogou pela Universidade de Syracuse e foi selecionado pelo Philadelphia 76ers como a 39ª escolha geral do Draft da NBA de 2014. Grant também jogou pelo Oklahoma City Thunder, Denver Nuggets e Detroit Pistons. Ele ganhou uma medalha de ouro com a Seleção Americana nas Olimpíadas de 2020.

## Carreira no ensino médio
Grant estudou na DeMatha Catholic High School em Hyattsville, Maryland, onde, em seu último ano, obteve média de 12,5 pontos em 23 jogos.
Considerado um recruta de quatro estrelas pela ESPN.com, Grant foi listado como o 11º melhor ala-pivô e o 37º melhor jogador do país em 2012.

## Carreira universitária
Em sua segunda temporada na Universidade de Syracuse, Grant teve médias de 12,1 pontos, 6,8 rebotes e 1,4 assistências em 31,4 minutos. Ele também marcou dois dígitos em 24 dos 32 jogos disputados e marcou 19 pontos em três jogos.
Em abril de 2014, Grant se declarou para o draft da NBA de 2014, abrindo mão de seus dois anos finais de elegibilidade da faculdade.

## Carreira profissional

### Philadelphia 76ers (2014–2016)
Em 26 de junho de 2014, Grant foi selecionado pelo Philadelphia 76ers como a 39ª escolha geral no draft de 2014 e se juntou à equipe para a Summer League de 2014. Em 29 de setembro de 2014, ele assinou um contrato de 3 anos e US$2.7 milhões com os 76ers.
Em 21 de janeiro de 2015, ele registrou quatro pontos e oito bloqueios na derrota para o New York Knicks. Os oito bloqueios foram o maior número feito por um jogador dos 76ers desde Samuel Dalembert que fez nove em 12 de dezembro de 2007 e o maior número feito por um novato dos 76ers desde Shawn Bradley que fez nove em 17 de janeiro de 1994. Em 2 de fevereiro, ele teve o seu melhor jogo da temporada com 18 pontos e 7 rebotes na derrota para o Cleveland Cavaliers.
Em julho de 2015, Grant juntou-se aos 76ers para a Summer League de 2015. Em 11 de novembro de 2015, ele registrou seu primeiro duplo-duplo com 12 pontos e 10 rebotes na derrota para o Toronto Raptors. Em 30 de dezembro, ele registrou 16 pontos, 11 rebotes, o melhor da carreira, e cinco bloqueios na vitória por 110-105 sobre o Sacramento Kings.

### Oklahoma City Thunder (2016–2019)

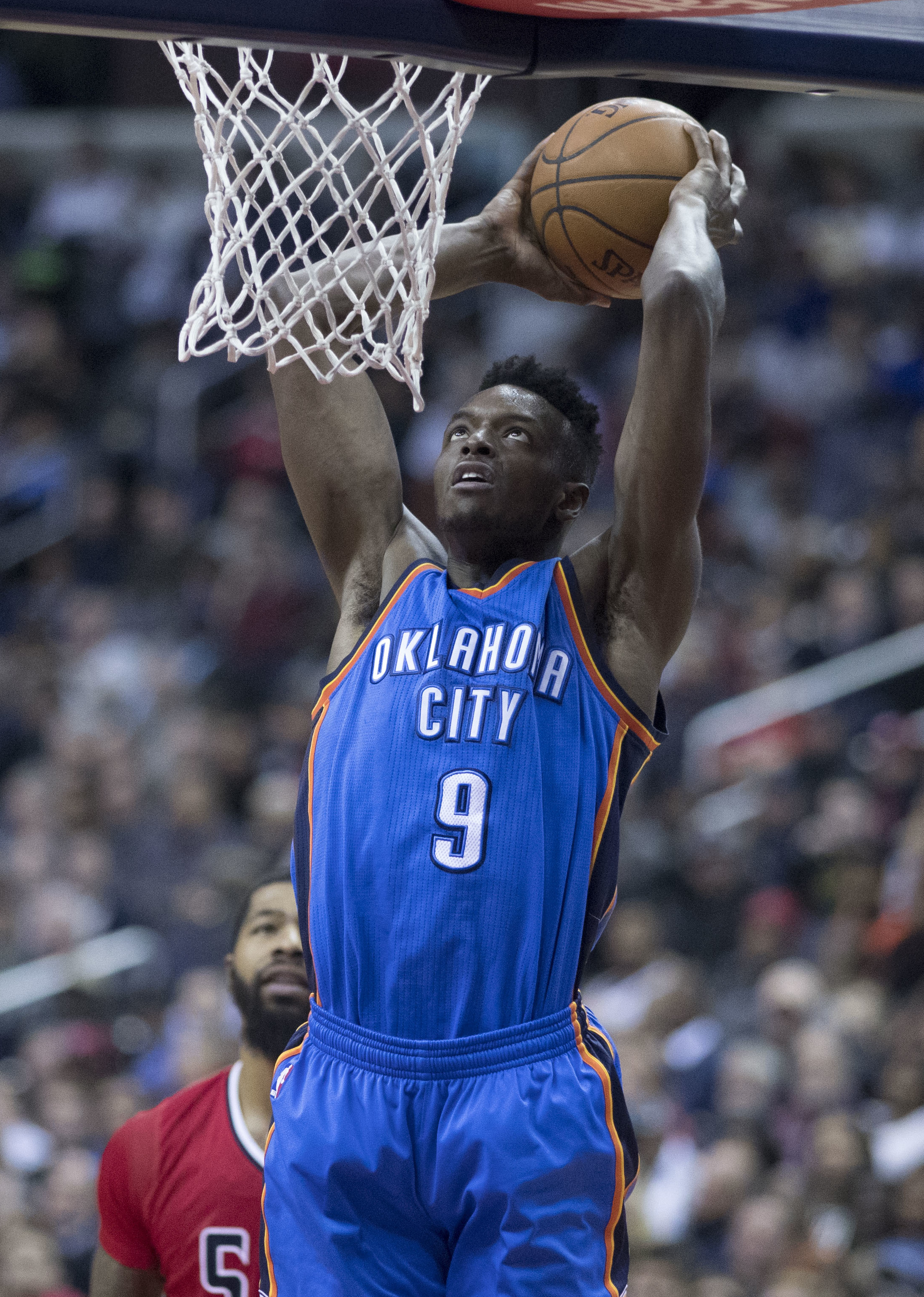
Grant em 2017

Em 1 de novembro de 2016, Grant foi negociado com o Oklahoma City Thunder em troca de Ersan İlyasova e uma escolha de draft. No dia seguinte, ele fez sua estreia pelo Thunder em uma vitória de 85-83 sobre o Los Angeles Clippers, registrando seis pontos, dois rebotes e dois bloqueios em 18 minutos. Em 19 de dezembro de 2016, ele marcou 15 pontos, o recorde da temporada, na derrota por 110–108 para o Atlanta Hawks. Em 1 de fevereiro de 2017, ele marcou 15 pontos em uma derrota de 128-100 para o Chicago Bulls.
Em 31 de outubro de 2017, Grant marcou 17 pontos em uma vitória por 110-91 sobre o Milwaukee Bucks. Foi a primeira vez desde 1 de abril de 2016 que ele conseguiu marcar 17 pontos.
Em 7 de julho de 2018, Grant assinou um contrato de 3 anos e US$27 milhões com o Thunder. Em 10 de janeiro de 2019, ele registrou 25 pontos e 12 rebotes na derrota por 154-147 para o San Antonio Spurs. Em 18 de março, ele marcou 27 pontos na derrota por 116–107 para o Miami Heat. Em 10 de abril, ele marcou 28 pontos, o recorde de sua carreira, em uma vitória por 127–116 sobre os Bucks.

### Denver Nuggets (2019–2020)

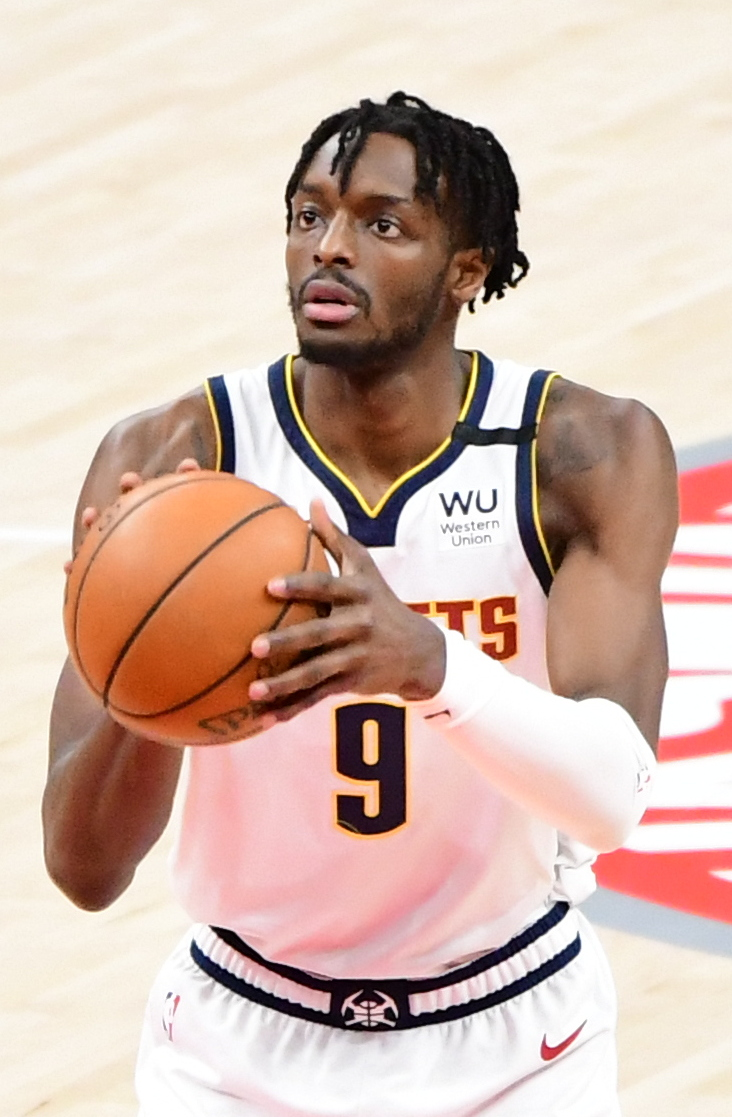
Jerami Grant com o Denver Nuggets em 2020

Em 8 de julho de 2019, Grant foi negociado com o Denver Nuggets por uma escolha de primeira rodada no Draft da NBA de 2020.
Em 25 de fevereiro de 2020, Grant marcou 29 pontos, o recorde de sua carreira, na vitória por 115–98 sobre o Detroit Pistons. Grant marcou 26 pontos na vitória dos Nuggets no Jogo 3 dos playoffs sobre o Los Angeles Lakers. Grant teve médias 11,6 pontos e 3,3 rebotes nos playoffs.

### Detroit Pistons (2020–2022)
Em 22 de novembro de 2020, Grant assinou um contrato de três anos e US$60 milhões com o Detroit Pistons.
Em 17 de fevereiro de 2021, Grant marcou 43 pontos, o recorde de sua carreira, na derrota por 105-102 para o Chicago Bulls. Grant terminou a temporada como finalista do Prêmio de Jogador que Mais Evoluiu, terminando em segundo atrás de Julius Randle.
Em 10 de dezembro de 2021, em uma derrota por 93-109 para o New Orleans Pelicans, Grant sofreu uma lesão no polegar direito. Em 16 de dezembro, ele foi submetido a uma cirurgia para reparar o ligamento colateral ulnar (UCL) no polegar direito e foi descartado por pelo menos seis semanas. Em 28 de março de 2022, Grant foi descartado pelo restante da temporada com uma lesão na panturrilha.

### Portland Trail Blazers (2022–Presente)
Em 6 de julho de 2022, Grant foi negociado com o Portland Trail Blazers, junto com Ismaël Kamagate, em troca de uma escolha de primeira rodada de 2025, Gabriele Procida e duas escolhas de segunda rodada.
Em 23 de outubro, Grant marcou 16 pontos e a bandeja que deu a vitória para a equipe por 106–104 sobre o Los Angeles Lakers. Em 4 de novembro, ele marcou 30 pontos e acertou a cesta que deu a vitória para a equipe por 108–106 sobre o Phoenix Suns. Em 25 de novembro, Grant marcou 44 pontos, o recorde de sua carreira, na vitória por 132–129 na prorrogação sobre o New York Knicks.
Em 9 de julho de 2023, Grant assinou um contrato de 4 anos e US$ 160 milhões com os Blazers.
Em 8 de fevereiro de 2024, Grant marcou 49 pontos, o recorde da carreira, em uma derrota por 128–122 para o Detroit Pistons.

## Carreira na seleção
Em 28 de junho de 2021, Grant jogou como membro da Seleção Americana que ganhou uma medalha de ouro nas Olimpíadas de 2020 em Tóquio.

## Estatísticas da carreira

### NBA

#### Temporada regular
| Ano      | Equipe        | PJ  | PT  | MPJ  | AP   | 3P   | LL   | RT  | AS  | BR | TO  | PPJ  |
| -------- | ------------- | --- | --- | ---- | ---- | ---- | ---- | --- | --- | -- | --- | ---- |
| 2014–15  | Philadelphia  | 65  | 11  | 21.2 | .352 | .314 | .591 | 3.0 | 1.2 | .6 | 1.0 | 6.3  |
| 2015–16  | Philadelphia  | 77  | 52  | 26.8 | .419 | .240 | .658 | 4.7 | 1.8 | .7 | 1.6 | 9.7  |
| 2016–17  | Philadelphia  | 2   | 0   | 20.5 | .353 | .000 | .500 | 3.5 | .0  | .0 | 2.0 | 8.0  |
| 2016–17  | Oklahoma City | 78  | 4   | 19.1 | .469 | .377 | .619 | 2.6 | .6  | .4 | 1.0 | 5.4  |
| 2017–18  | Oklahoma City | 81  | 1   | 20.3 | .535 | .291 | .675 | 3.9 | .7  | .4 | 1.0 | 8.4  |
| 2018–19  | Oklahoma City | 80  | 77  | 32.7 | .497 | .392 | .710 | 5.2 | 1.0 | .8 | 1.3 | 13.6 |
| 2019–20  | Denver        | 71  | 24  | 26.6 | .478 | .389 | .750 | 3.5 | 1.2 | .7 | .8  | 12.0 |
| 2020–21  | Detroit       | 54  | 54  | 33.9 | .429 | .350 | .845 | 4.6 | 2.8 | .6 | 1.1 | 22.3 |
| 2021–22  | Detroit       | 47  | 47  | 31.9 | .426 | .358 | .838 | 4.1 | 2.4 | .9 | 1.0 | 19.2 |
| 2022–23  | Portland      | 63  | 63  | 35.7 | .475 | .401 | .813 | 4.5 | 2.4 | .8 | .8  | 20.5 |
| 2023–24  | Portland      | 54  | 54  | 33.9 | .451 | .402 | .817 | 3.5 | 2.8 | .8 | .6  | 21.0 |
| Carreira | Carreira      | 672 | 387 | 27.5 | .443 | .319 | .710 | 3.9 | 1.5 | .6 | 1.1 | 13.3 |

#### Playoffs
| Ano      | Equipe        | PJ | PT | MPJ  | AP   | 3P   | LL   | RT  | AS  | BR | TO  | PPJ  |
| -------- | ------------- | -- | -- | ---- | ---- | ---- | ---- | --- | --- | -- | --- | ---- |
| 2017     | Oklahoma City | 5  | 0  | 22.2 | .613 | .333 | .857 | 3.8 | .8  | .2 | .4  | 9.2  |
| 2018     | Oklahoma City | 6  | 0  | 22.2 | .514 | .250 | .455 | 3.3 | 1.0 | .7 | .5  | 7.2  |
| 2019     | Oklahoma City | 5  | 5  | 35.2 | .500 | .450 | .692 | 5.6 | .8  | .6 | 2.0 | 11.6 |
| 2020     | Denver        | 19 | 16 | 34.4 | .406 | .326 | .889 | 3.3 | 1.3 | .6 | .8  | 11.6 |
| Carreira | Carreira      | 35 | 21 | 28.5 | .508 | .339 | .723 | 4.0 | .9  | .5 | .9  | 9.9  |

### Universitário
| Ano      | Equipe   | PJ | PT | MPJ  | AP   | 3P   | LL   | RT  | AS  | BR | TO | PPJ  |
| -------- | -------- | -- | -- | ---- | ---- | ---- | ---- | --- | --- | -- | -- | ---- |
| 2012–13  | Syracuse | 40 | 9  | 14.3 | .462 | .400 | .562 | 3.0 | .5  | .4 | .5 | 3.9  |
| 2013–14  | Syracuse | 32 | 20 | 31.4 | .496 | .000 | .674 | 6.8 | 1.4 | .8 | .6 | 12.1 |
| Carreira | Carreira | 72 | 29 | 22.8 | .479 | .200 | .618 | 4.9 | .9  | .6 | .5 | 8.0  |

Fonte:

## Vida pessoal
Grant é filho de Harvey e Beverly Grant e tem três irmãos: Jerai, Jerian e Jaelin. Harvey jogou basquete universitário em Clemson e Oklahoma e foi a 12ª escolha geral no draft da NBA de 1988, jogando por 11 anos na NBA no Washington (Bullets e Wizards), Portland Trail Blazers e Philadelphia 76ers. O tio de Grant, Horace (irmão gêmeo de Harvey), jogou basquete universitário em Clemson e foi quatro vezes campeão da NBA com o Chicago Bulls e o Los Angeles Lakers. Dois de seus irmãos, Jerai e Jerian, também são jogadores profissionais de basquete.